# Crispian Sallis
Crispian Sallis (* 24. Juni 1959 in England) ist ein britischer Szenenbildner und Filmarchitekt.

## Leben
Sallis wurde insgesamt dreimal für den Oscar nominiert, zuletzt 2001 für Gladiator. Darüber hinaus hat er an zwei James-Bond-Filmen (Octopussy und Im Angesicht des Todes), Aliens – Die Rückkehr und Mord im Pfarrhaus mitgearbeitet. 

Er ist der Sohn des Schauspielers Peter Sallis.

## Filmografie (Auswahl)
- 1982: Schatten der Vergangenheit (The Return of the Soldier)
- 1983: Am dritten Tag (On the Third Day)
- 1983: James Bond 007 – Octopussy (Octopussy)
- 1983: Praying Mantis
- 1984: Top Secret!
- 1985: James Bond 007 – Im Angesicht des Todes (A View to a Kill)
- 1985: Die Zwillingsschwestern (Deceptions) (Fernsehfilm)
- 1985: Remington Steele (1 Folge)
- 1986: Aliens – Die Rückkehr (Aliens)
- 1987: Still Crazy Like a Fox (Fernsehfilm)
- 1988: The Secret Identity of Jack the Ripper (Fernsehfilm)
- 1988: Saigon – Der Tod kennt kein Gesetz (Saigon)
- 1988: Buster
- 1988: Jack the Ripper – Das Ungeheuer von London (Jack the Ripper)
- 1989: Miss Daisy und ihr Chauffeur (Driving Miss Daisy)
- 1990: Revenge – Eine gefährliche Affäre (Revenge)
- 1990: 24 Stunden in seiner Gewalt (Desperate Hours)
- 1991: JFK – Tatort Dallas (JFK)
- 1992: Criss Cross – Überleben in Key West (CrissCross)
- 1993: 15: The Life and Death of Philip Knight (Fernsehfilm)
- 1993: Dirty Weekend
- 1994: Fall from Grace
- 1994: Schrei in die Vergangenheit (The Browning Version)
- 1995: 12 Monkeys (Twelve Monkeys)
- 1996: Deadly Voyage – Treibgut des Todes (Deadly Voyage)
- 1997: Prinz Eisenherz (Prince Valiant)
- 1997: Event Horizon – Am Rande des Universums (Event Horizon)
- 1998: Parting Shots
- 1998: My Giant – Zwei auf großem Fuß (My Giant)
- 1999: A Room for Romeo Brass
- 2000: Borstal Boy
- 2000: Gladiator
- 2001: Hannibal
- 2002: Sylvester
- 2002: Once Upon a Time in the Midlands
- 2002: Unsichtbare Augen (My Little Eye)
- 2002: Projekt Machtwechsel (The Project)
- 2004: Aura
- 2004: Gladiatress
- 2004: Colour Me Kubrick: A True...ish Story
- 2005: Breakfast on Pluto
- 2005: Mord im Pfarrhaus (Keeping Mum)
- 2006: It’s a Boy Girl Thing
- 2007: Waiting for Dublin
- 2008: The Cottage
- 2010: Die Tudors (4 Folgen)
- 2011: Camelot (10 Folgen)

## Auszeichnungen
- 1987: Oscar: Nominierung in der Kategorie Bestes Szenenbild für Aliens – Die Rückkehr
- 1990: Oscar: Nominierung in der Kategorie Bestes Szenenbild für Miss Daisy und ihr Chauffeur
- 2001: Oscar: Nominierung in der Kategorie Bestes Szenenbild für Gladiator